# Ulcinj
Ulcinj (în alfabetul chirilic sârb Улцињ, în albaneză Ulqin sau Ulqini) este un oraș din sud-estul statului Muntenegru, în comuna Ulcinj. Situat pe coasta Mării Adriatice, zona este cunoscut pentru plaja sa lungă de 12 km.
Aici se află cea mai mare comunitate de albanezi din Muntenegru.
În acest oraș (numit atunci Cita di Dolcinio) a stat prizonier pentru 5 ani scriitorul Miguel de Cervantes.
| \| Populația orașului Ulcinj după etnie \| Populația orașului Ulcinj după etnie \| Populația orașului Ulcinj după etnie \| Populația orașului Ulcinj după etnie \| Populația orașului Ulcinj după etnie \| \| ------------------------------------ \| ------------------------------------ \| ------------------------------------ \| ------------------------------------ \| ------------------------------------ \| \| \| \| \| \| \| \| Albanezi \| Albanezi \| \| 60.89% \| 60.89% \| \| Muntenegreni \| Muntenegreni \| \| 17.07% \| 17.07% \| \| Sârbi \| Sârbi \| \| 8.54% \| 8.54% \| \| Bosniaci \| Bosniaci \| \| 7.30% \| 7.30% \| \| Țigani \| Țigani \| \| 2.12% \| 2.12% \| \| Alții \| Alții \| \| 4.08% \| 4.08% \| |              |  |        |        |
| Populația orașului Ulcinj după etnie |              |  |        |        |
| |              |  |        |        |
| Albanezi | Albanezi     |  | 60.89% | 60.89% |
| Muntenegreni | Muntenegreni |  | 17.07% | 17.07% |
| Sârbi | Sârbi        |  | 8.54%  | 8.54%  |
| Bosniaci | Bosniaci     |  | 7.30%  | 7.30%  |
| Țigani | Țigani       |  | 2.12%  | 2.12%  |
| Alții | Alții        |  | 4.08%  | 4.08%  |

## Clima
| Date climatice pentru Ulcinj, Muntenegru                     | Date climatice pentru Ulcinj, Muntenegru | Date climatice pentru Ulcinj, Muntenegru | Date climatice pentru Ulcinj, Muntenegru | Date climatice pentru Ulcinj, Muntenegru | Date climatice pentru Ulcinj, Muntenegru | Date climatice pentru Ulcinj, Muntenegru | Date climatice pentru Ulcinj, Muntenegru | Date climatice pentru Ulcinj, Muntenegru | Date climatice pentru Ulcinj, Muntenegru | Date climatice pentru Ulcinj, Muntenegru | Date climatice pentru Ulcinj, Muntenegru | Date climatice pentru Ulcinj, Muntenegru | Date climatice pentru Ulcinj, Muntenegru |
| Luna                                                         | Ian                                      | Feb                                      | Mar                                      | Apr                                      | Mai                                      | Iun                                      | Iul                                      | Aug                                      | Sep                                      | Oct                                      | Nov                                      | Dec                                      | Anual                                    |
| ------------------------------------------------------------ | ---------------------------------------- | ---------------------------------------- | ---------------------------------------- | ---------------------------------------- | ---------------------------------------- | ---------------------------------------- | ---------------------------------------- | ---------------------------------------- | ---------------------------------------- | ---------------------------------------- | ---------------------------------------- | ---------------------------------------- | ---------------------------------------- |
| Maxima medie °C (°F)                                         | 11.2 (52,2)                              | 11.4 (52,5)                              | 14.6 (58,3)                              | 17.9 (64,2)                              | 22.1 (71,8)                              | 26.2 (79,2)                              | 29.2 (84,6)                              | 29.2 (84,6)                              | 26.1 (79)                                | 21.3 (70,3)                              | 16.1 (61)                                | 11.8 (53,2)                              | 19,76 (67,56)                            |
| Minima medie °C (°F)                                         | 4.1 (39,4)                               | 4.7 (40,5)                               | 6.2 (43,2)                               | 10.1 (50,2)                              | 14.1 (57,4)                              | 17.7 (63,9)                              | 21.2 (70,2)                              | 21.1 (70)                                | 17.3 (63,1)                              | 13.1 (55,6)                              | 9.0 (48,2)                               | 4.6 (40,3)                               | 11,93 (53,48)                            |
| Minima istorică °C (°F)                                      | −7.8 (18)                                | −6.1 (21)                                | −3 (26,6)                                | 3.9 (39)                                 | 6.7 (44,1)                               | 10.0 (50)                                | 13.1 (55,6)                              | 13.3 (55,9)                              | 9.8 (49,6)                               | 6.1 (43)                                 | −1.1 (30)                                | −5.3 (22,5)                              | −7,8 (18)                                |
| Precipitații mm (inches)                                     | 149 (5.87)                               | 138 (5.43)                               | 116 (4.57)                               | 115 (4.53)                               | 67 (2.64)                                | 46 (1.81)                                | 25 (0.98)                                | 49 (1.93)                                | 85 (3.35)                                | 148 (5.83)                               | 174 (6.85)                               | 146 (5.75)                               | 1.258 (49,53)                            |
| Nr. de zile cu precipitații (≥ 0.1 mm)                       | 12.3                                     | 12.1                                     | 11.8                                     | 11.8                                     | 8.2                                      | 6.7                                      | 3.8                                      | 4.3                                      | 6.6                                      | 9.7                                      | 12.8                                     | 12.4                                     | 112,5                                    |
| Ore însorite                                                 | 124.0                                    | 127.1                                    | 170.5                                    | 204.0                                    | 269.7                                    | 297.0                                    | 350.3                                    | 322.4                                    | 252.0                                    | 198.4                                    | 132.0                                    | 114.7                                    | 2.562,1                                  |
| Sursă: Hydrological and Meteorological Service of Montenegro |                                          |                                          |                                          |                                          |                                          |                                          |                                          |                                          |                                          |                                          |                                          |                                          |                                          |

## Orașe înfrățite
| - Sarandë, Albania - Tiranë, Albania - Durrës, Albania | - Prizren, Kosovo - Alanya, Turcia |

## Mențiuni literare
Orașul dalmatic Ulcinj este menționat în romanul E un pod pe Drina… (1945) al scriitorului sârb bosniac Ivo Andrić, ca fiind locul de proveniență al meșterului cioplitor în piatră Antonie, care a coordonat munca celor 30 de cioplitori din Dalmația ce au lucrat la construirea podului Mehmed Paša Sokolović (1571-1577) peste râul Drina. Scriitorul îl descrie pe Antonie ca fiind un meșter creștin îmbrăcat cu haine scumpe după moda apuseană, „un bărbat frumos și înalt, cu ochi mari, cu privirea semeață, cu nasul ca un plisc de vultur, cu păr castaniu care îi cădea până la umeri”.